# Dubai Marina
Dubai Marina is een stadsdeel van Dubai, Verenigde Arabische Emiraten, gebouwd langs een kustlijn van de Perzische Golf van 3 kilometer. Het ligt ten zuidwesten van het kunstmatige palmeiland Palm Jumeirah. In 2016 had het een populatie van 45.395. Wanneer de hele ontwikkeling is voltooid, zal het meer dan 120.000 mensen huisvesten in woontorens en villa's. Men kan langs de gehele watersporthaven lopen en er zijn een aantal terrassen.

## Ontwikkeling

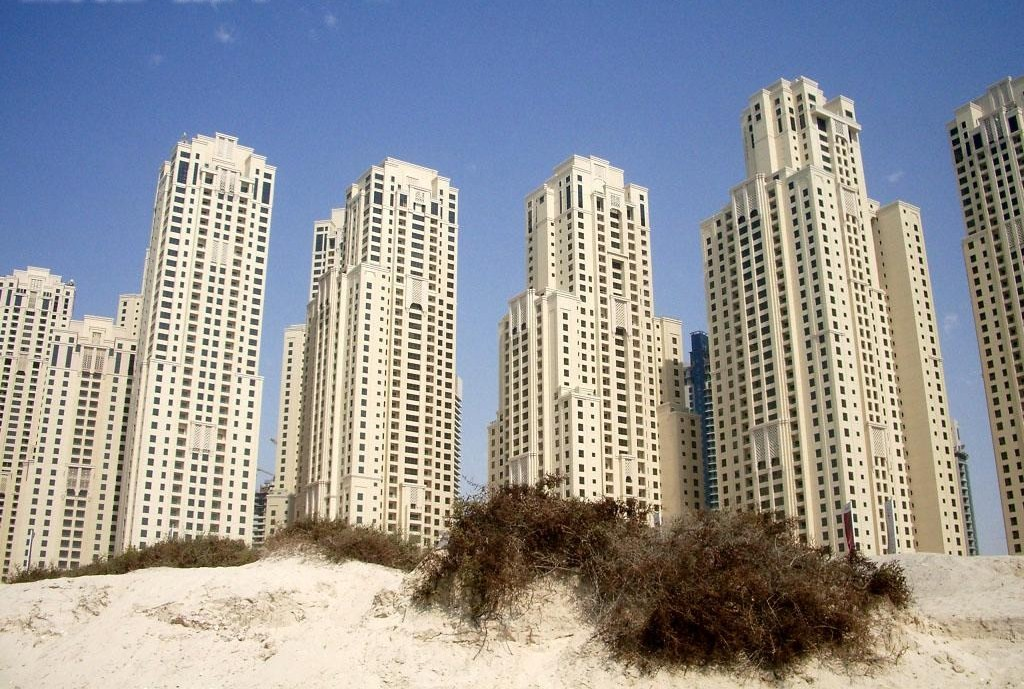
Enkele torens van de Jumeirah Beach Residence

Het hart van het project is de jachthaven. Het is volledig door mensenhanden gemaakt en is ontwikkeld door het vastgoedontwikkelingsbedrijf Emaar Properties en ontworpen door HOK Canada. Na voltooiing is het de grootste watersport- en woonproject ter wereld zijn. Tot dan was Marina del Rey in Californië de grootste. Om de jachthaven te creëren, brachten de ontwikkelaars het water van de Perzische Golf naar de plaats van de jachthaven van Dubai door een centrale waterweg door de woestijn te graven die een lengte heeft van 3 kilometer. Meer dan 12% van het totale oppervlak van het project bestaat uit water en de bijna 8 km aan openbare wandelpaden rondom het water. Rondom de jachthaven en de waterwegen die vanaf de Perzische Golf toegang geven tot de haven, zijn verschillen grootschalige bouwprojecten gerealiseerd.

## Jumeirah Beach Residence
Jumeirah Beach Residence (ook bekend als JBR) bestaat uit 40 torens (35 zijn residentieel en 5 zijn hotels) die allemaal zijn gebouwd met dezelfde zandleurige materialen. Het bevindt zich tussen de jachthaven van Dubai Marina en de Perzische Golf en het strand. JBR biedt plaats aan ongeveer 15.000 mensen in de appartementen en hotelkamers samen. Het project heeft 6917 appartementen, van studio's van 84 m² tot penthouses van 510 m². De torens zijn verdeeld is zes woonblokken. Het project is 1,7 kilometer lang en heeft een oppervlakte van 2 vierkante kilometer. De ontwikkelaar, Dubai Properties, lanceerde JBR in augustus 2002. Dit 6 miljard dirham kostende project werd voltooid in 2010.

## Bluewaters Island
Bluewaters Island is een door mensen gemaakt eiland gebouwd tegenover Jumeirah Beach Residence in de Perzische Golf. Het project omvat hotels, appartementen, villa's, eet- en uitgaansgelegenheden en de Ain Dubai, een reuzenrad van 210 meter, dat na voltooiing de hoogste ter wereld zal zijn.

## Tallest Block in the world
In fase II van Dubai Marina zijn een groot aantal wolkenkrabbers geclusterd in een blok, bekend als "Tallest Block in the world", met de meeste wolkenkrabbers tussen 250 en 300 meter hoog en enkelen met een hoogte tot 400 meter of zelfs daarboven. Hieronder een (onvolledige) lijst van voltooide (of in aanbouw maar hoogste punt bereikt) wolkenkrabbers in de Dubai Marina (geactualiseerd april 2020):
| Naam                          | Hoogte | Voltooid | Verdiepingen |
| ----------------------------- | ------ | -------- | ------------ |
| Marina 101                    | 425 m  | 2016     | 101          |
| Princess Tower                | 414 m  | 2012     | 101          |
| 23 Marina                     | 395 m  | 2012     | 90           |
| Elite Residence               | 381 m  | 2012     | 87           |
| The Torch                     | 348 m  | 2011     | 80           |
| DAMAC Heights                 | 335 m  | 2018     | 85           |
| Ocean Heights                 | 310 m  | 2010     | 83           |
| Cayan Tower                   | 306 m  | 2013     | 73           |
| Emirates Crown                | 296 m  | 2008     | 63           |
| Marina Pinnacle               | 280 m  | 2011     | 77           |
| Mag 218 Tower                 | 275 m  | 2010     | 66           |
| The Harbour Hotel & Residence | 256 m  | 2007     | 59           |
| Al Fattan Marine Towers       | 245 m  | 2006     | 51           |
| Marina Heights Tower          | 208 m  | 2006     | 55           |

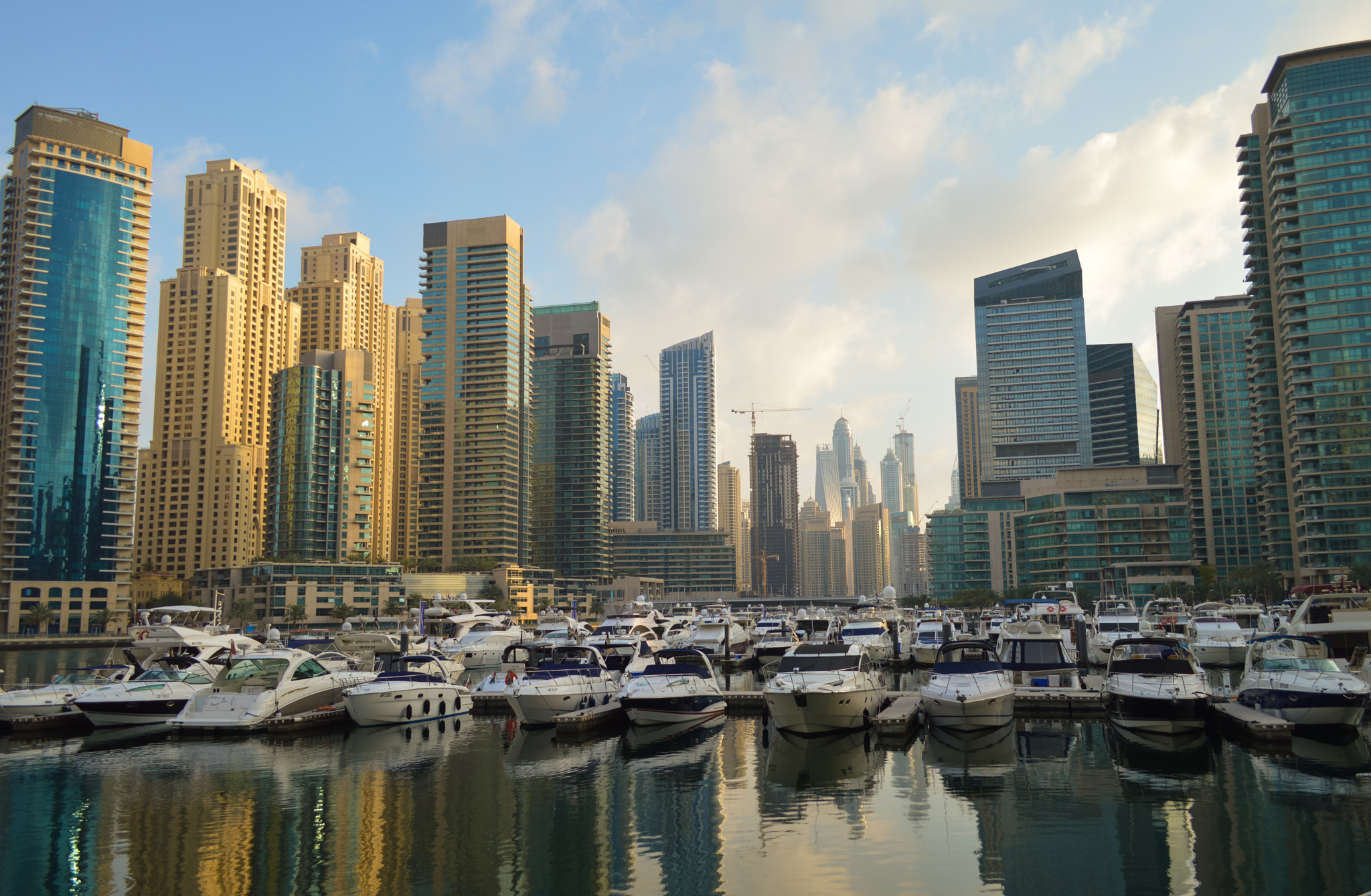
Dubai Marina

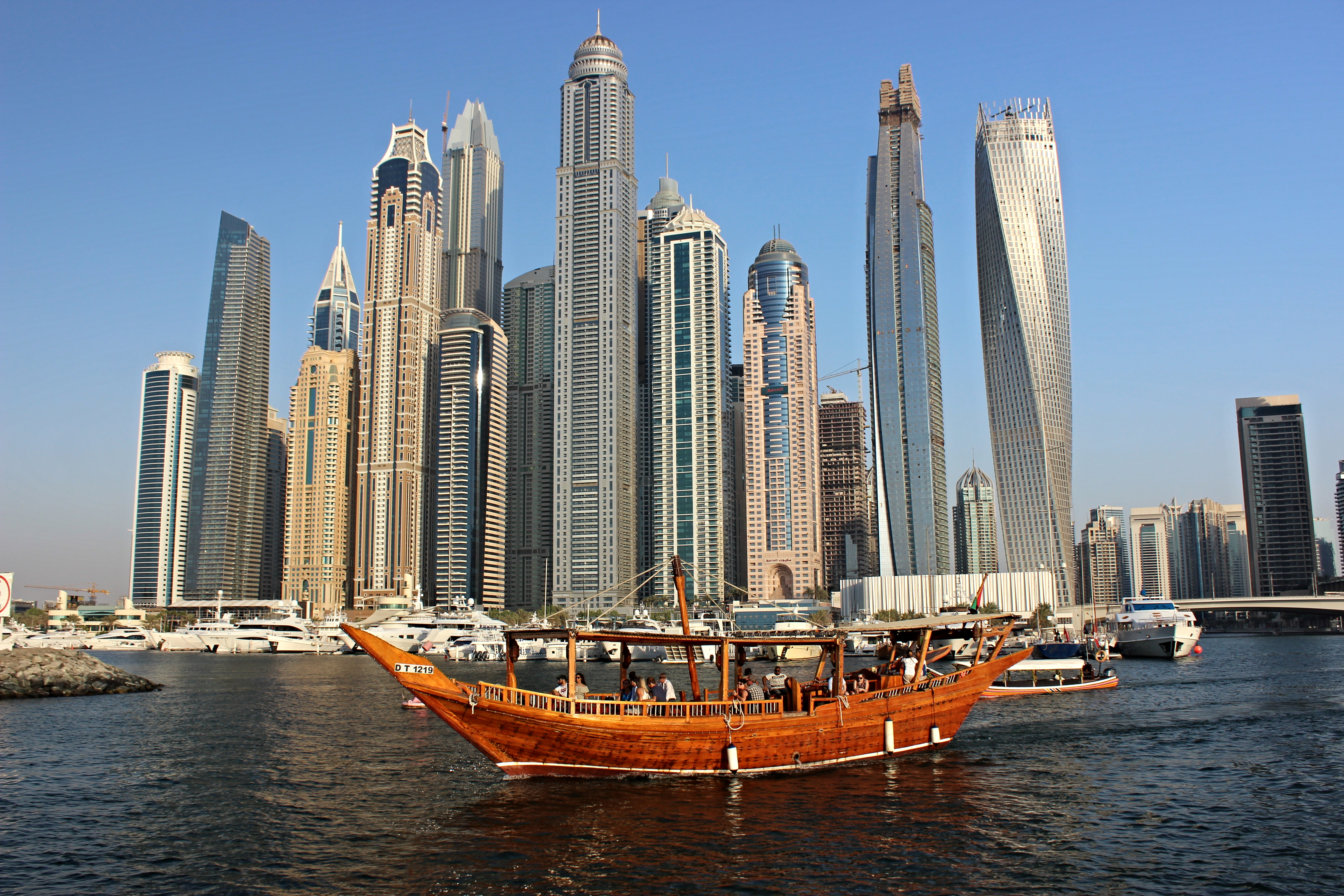
"Tallest Block in the world" (2016)

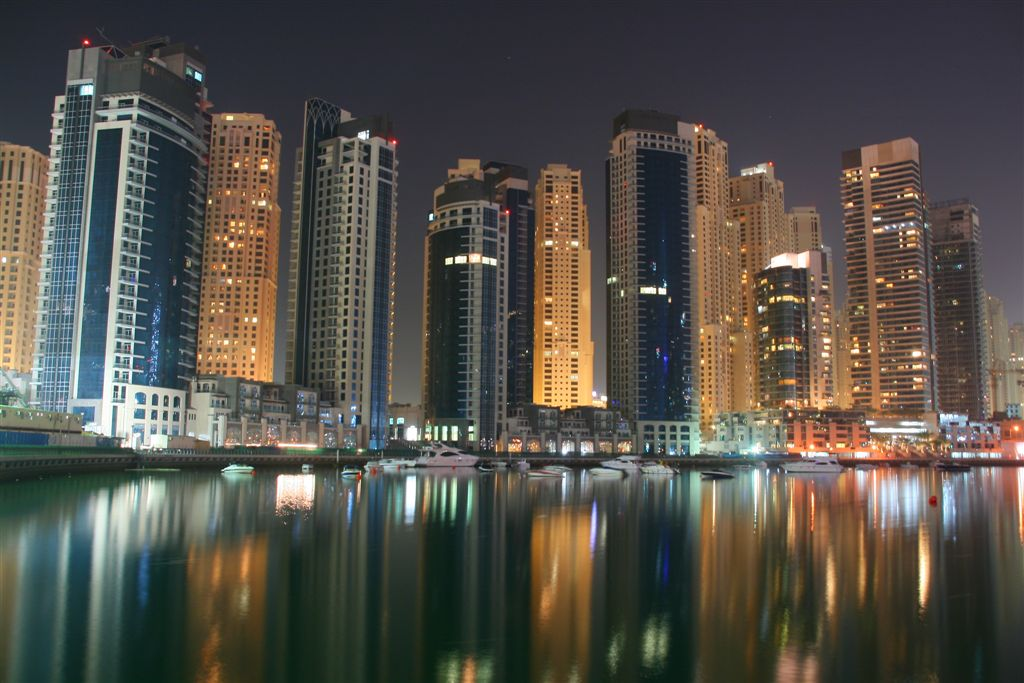
Dubai Marina in de avond

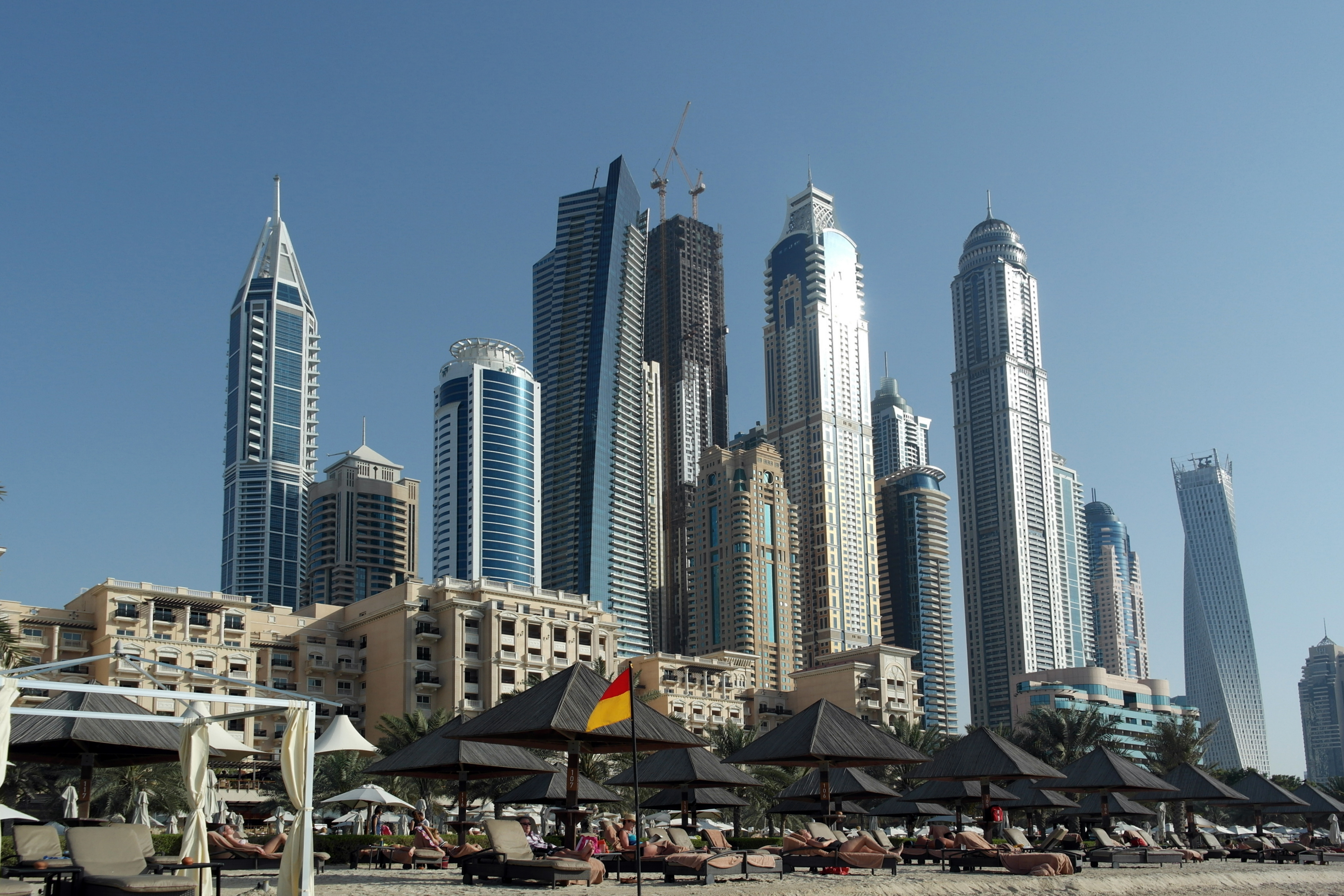
Zicht op wolkenkrabbers van de Dubai Marina vanaf het strand

Een aantal bouwprojecten in Dubai Marina staat stil of is in zijn geheel geannuleerd.Zo zou het Pentominium met ruim 515 meter de hoogste woontoren ter wereld worden en ook de bouw van het 445 meter hoge Marina 106 staat al enige tijd stil.

## Dubai Tram
De route van de Tram van Dubai gaat na een rondje door de Dubai Marina te hebben gemaakt via de entree van Palm Jumeirah (verbinding met de Palm Jumeirah Monorail) het naastgelegen stadsdeel Jumeirah in. Er zijn uitbreidingsplannen waardoor de tram verder die wijk in zal rijden naar Madinat Jumeirah met daarna een aftakking naar de Burj Al Arab en een aftakking naar de Mall of the Emirates.